# The Splendid Sin
The Splendid Sin è un film muto del 1919 diretto da Howard M. Mitchell. Prodotto dalla Fox Film Corporation da un soggetto di Emil Forst, fu sceneggiato da Denison Clift. Considerato un film perduto, aveva come interpreti Madlaine Traverse, Charles Clary, Jeanne Calhoun, Wheeler Oakman, Elinor Hancock, George Hackathorne.

## Trama

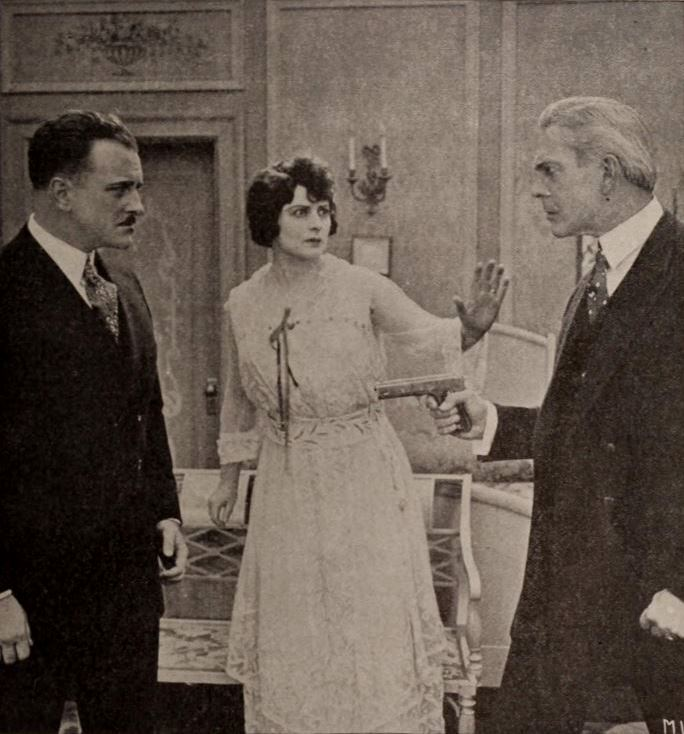
Wheeler Oakman, Madlaine Traverse, Charles Clary

Sir Charles Chatham, un esploratore inglese, è sposato con un'americana, lady Marion. Il loro è un matrimonio felice, ma i due non hanno figli e, di conseguenza eredi. In caso di morte di Charles, la tenuta e il titolo andrebbero al fratello minore George. Il baronetto, per una delle sue missioni, si reca in Egitto. Durante una tempesta, sua sorella Gertrude si rifugia in una torre deserta insieme a Stephen Hartley, il suo innamorato, un diplomatico americano. I due, rimasti soli, cedono alla passione e Gertrude non riesce ad opporsi alle avances di Stephen. Questi è intenzionato a sposare la ragazza ma è costretto ad assentarsi, a causa del suo lavoro che lo manda in Russia per approvvigionare la popolazione affamata. Rimasto ferito durante una rivolta, Stephen non riesce a tornare in tempo per regolarizzare la sua posizione con Gertrude che era rimasta incinta e che poi muore, dando alla luce un bambino. Marion, che l'ha aiutata a farlo nascere, per onorare la richiesta della moribonda e per dare a Charles il figlio tanto desiderato, telegrafa al marito che il neonato è loro. Ma, quando Charles ritorna a casa, sua madre - che vuole che l'eredità passi all'altro suo figlio, George - gli dice che il padre del piccolo è Stephen. Furioso, Charles vorrebbe uccidere quello che crede sia il suo rivale. Per impedirgli di sparare, Marion confessa la verità e Charles accetta di adottare il figlio della sorella.

## Produzione
Il film fu prodotto dalla Fox Film Corporation.

## Distribuzione
Il copyright del film, richiesto da William Fox, fu registrato il 7 settembre 1919 con il numero LP14163.
Distribuito dalla Fox Film Corporation, il film uscì nelle sale cinematografiche statunitensi il 14 settembre 1919. In Francia, dove fu distribuito il 20 agosto 1920, prese il titolo La Faute splendide.
Non si conoscono copie ancora esistenti della pellicola che viene considerata presumibilmente perduta.